# Communauté de communes Charente Boëme Charraud

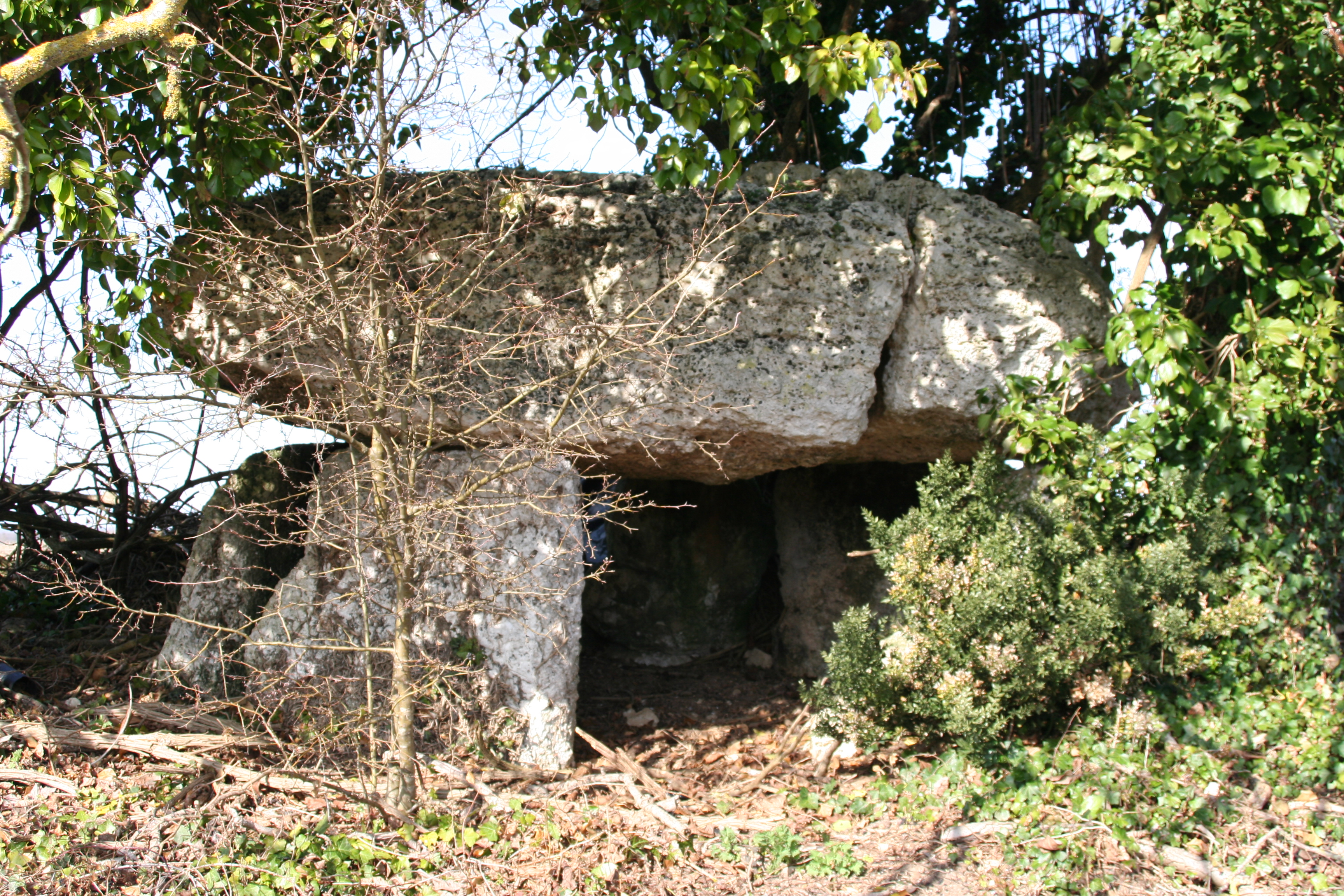
Saint-Estèphe – Dolmen de la Boucharderie

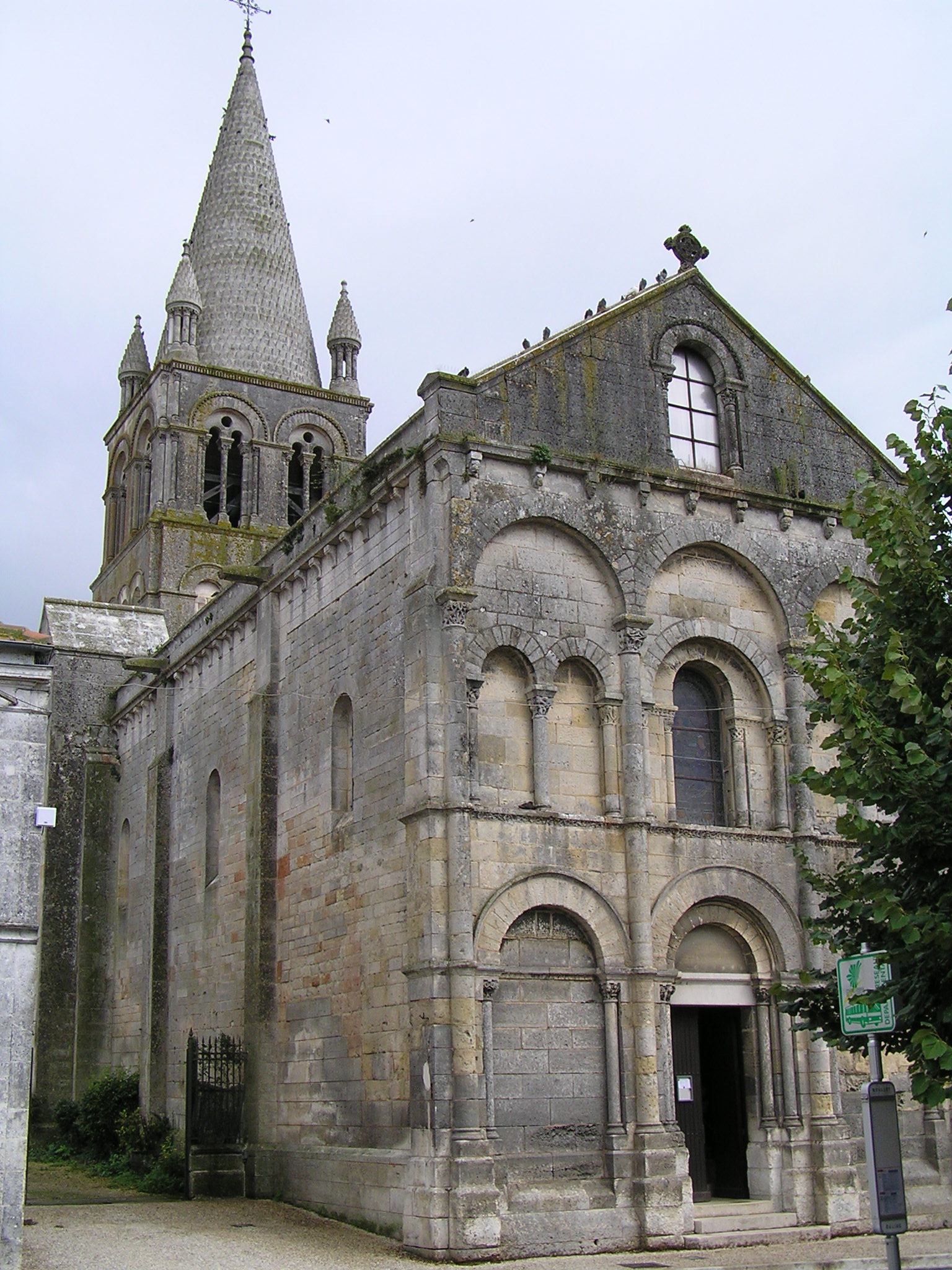
Roullet – Église Saint-Cybard

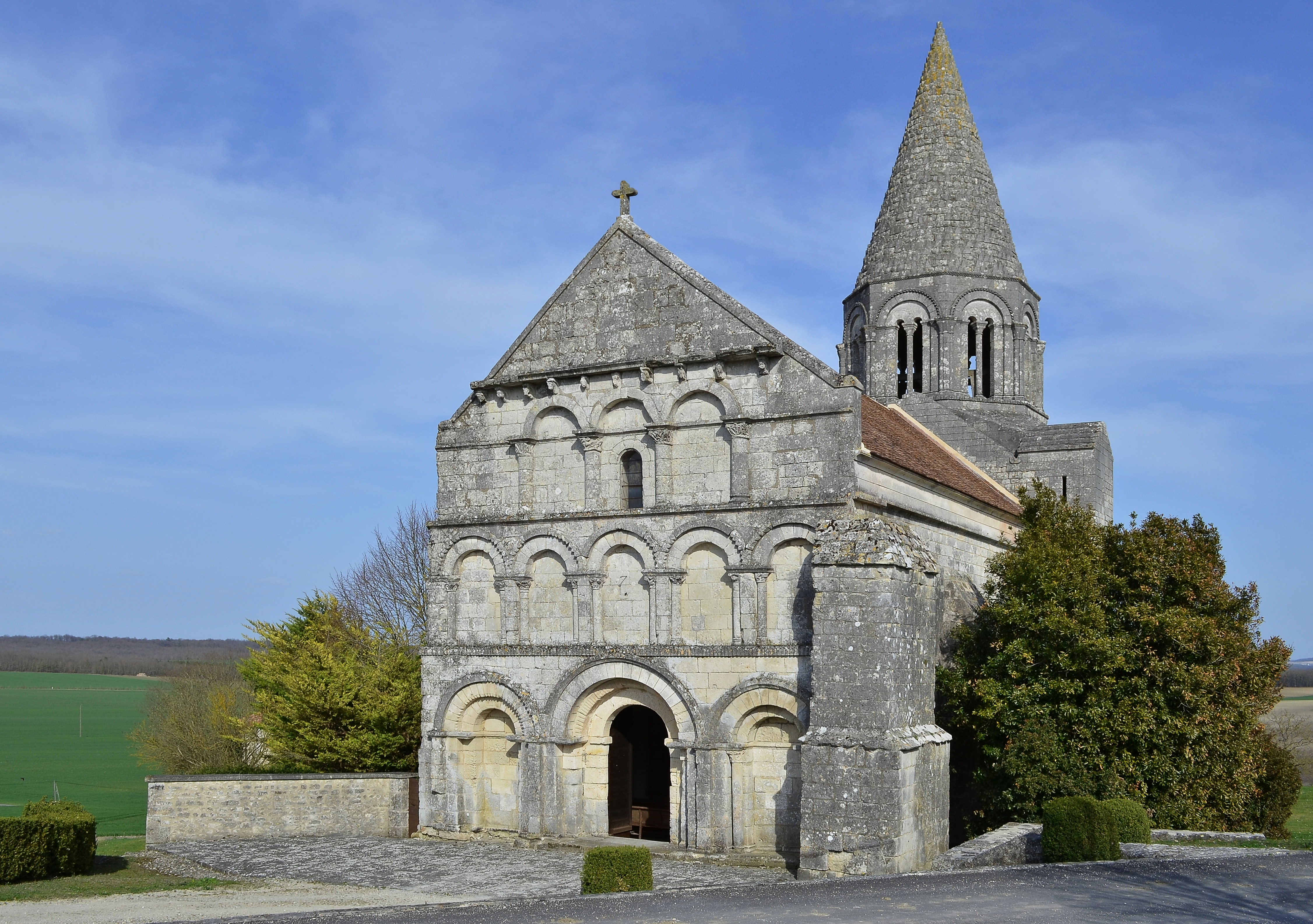
Plassac – Église Saint-Cybard

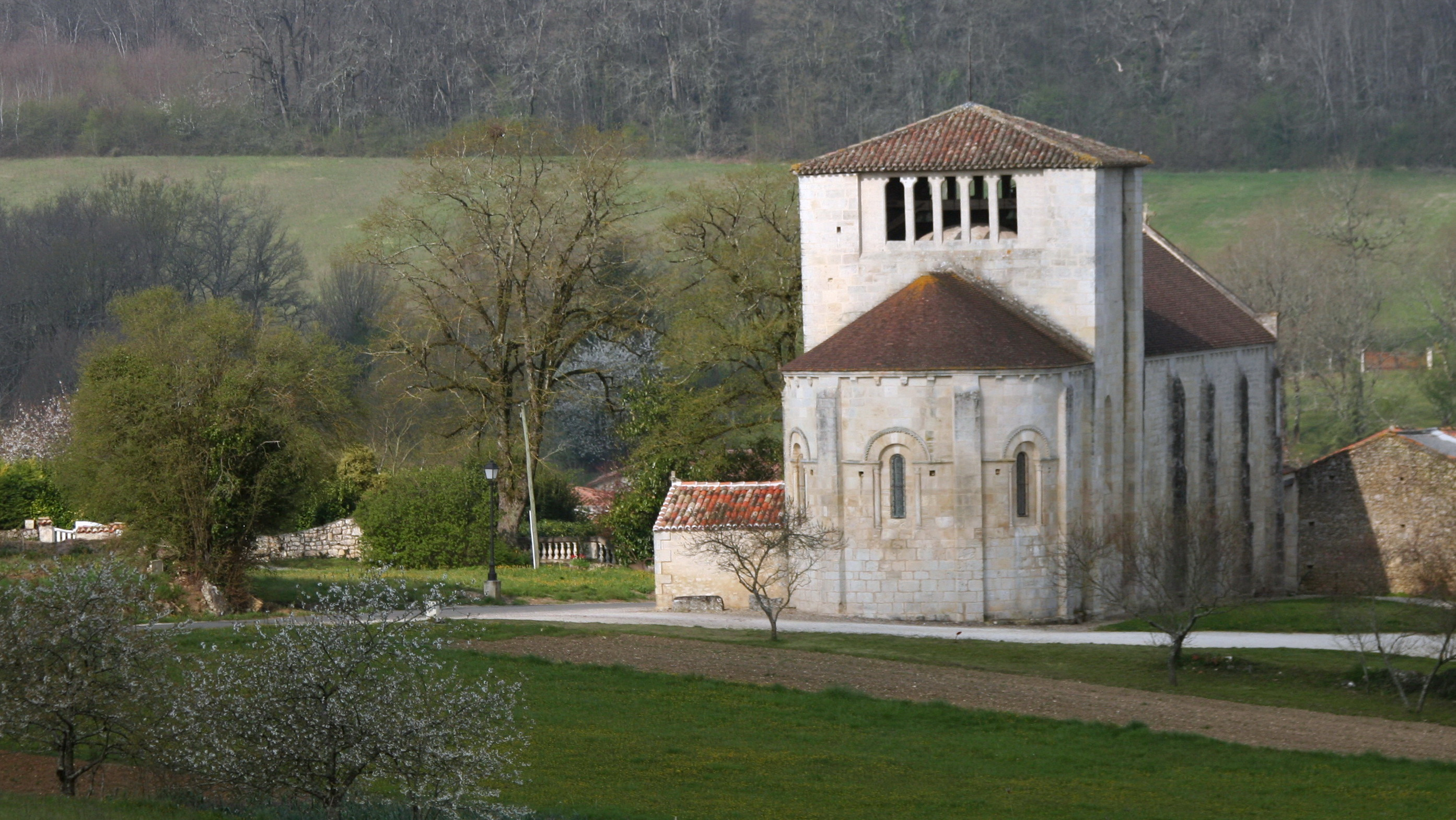
Claix – Eglise Saint-Christophe

Die Communauté de communes Charente Boëme Charraud ist ein ehemaliger französischer Gemeindeverband mit der Rechtsform einer Communauté de communes im Département Charente in der Region Nouvelle-Aquitaine. Sie wurde am 29. Dezember 1994 gegründet und umfasste acht Gemeinden. Der Verwaltungssitz befand sich im Ort Sireuil.

## Historische Entwicklung
Mit Wirkung vom 1. Januar 2017 fusionierte der Gemeindeverband mit
- Communauté d’agglomération du Grand Angoulême (vor 2017),
- Communauté de communes Braconne et Charente sowie
- Communauté de communes de la Vallée de l’Échelle

und bildete so eine Nachfolgeorganisation unter dem gleichen Namen Communauté d’agglomération du Grand Angoulême. Trotzdem handelt es sich um eine Neugründung mit anderer Rechtspersönlichkeit.

## Ehemalige Mitgliedsgemeinden
1. Claix
2. Mouthiers-sur-Boëme
3. Plassac-Rouffiac
4. Roullet-Saint-Estèphe
5. Sireuil
6. Trois-Palis
7. Vœuil-et-Giget
8. Voulgézac

## Geographie

### Lage
Der Gemeindeverband befand sich etwa 10 bis 20 Kilometer südwestlich der Stadt Angoulême in der Kulturlandschaft des Angoumois im Gebiet der Charente. Die Höhenlagen der angeschlossenen Gemeinden bewegten sich zwischen ca. 20 und ca. 200 Metern ü. d. M.

### Flüsse
Wichtige Flüsse waren die Charente und die Boëme; daneben finden sich mehrere kleinere Flüsse (z. B. Né und Arce), an deren Ufern früher Getreide-, Öl- und Papiermühlen betrieben wurden. Alle Flüsse entwässern über die Charente in den Atlantik.

### Böden
Unterhalb der Humusschicht finden sich meterdicke Kalksteinablagerungen, die darauf verweisen, dass die Charente lange Zeit den Boden eines vorzeitlichen Meeres bildete.

### Klima
Das gemäßigte Klima der Region ist deutlich vom Atlantik beeinflusst; übermäßige Hitze im Sommer sowie Nachtfröste im Winter sind sehr selten.

## Bevölkerungsentwicklung
| Jahr      | 1999   | 2006   | 2012   |
| Einwohner | 10.400 | 11.120 | 11.916 |

Der Großraum von Angoulême zieht aufgrund seiner positiven wirtschaftlichen Entwicklung schon seit Jahrzehnten Zuwanderer an.

## Wirtschaft
In früheren Zeiten lebte die Bevölkerung im Wesentlichen nach dem Prinzip der Selbstversorgung; lediglich die als religiös-kulturelles sowie als handwerkliches und merkantiles Zentrum fungierende Stadt Angoulême musste mit Getreide, Wein, Fleisch und Gemüse versorgt werden. Bereits im Mittelalter siedelten sich an den Ufern der Flüsse und Bäche Öl- und Getreidemühlen an, die seit dem ausgehenden Mittelalter durch Papiermühlen ergänzt, teilweise auch ersetzt wurden. Steinbrüche und Erzverhüttung waren weitere Standbeine der regionalen Wirtschaft (→ Sireuil). Die Böden der Gemeinden gehören zu den Fins Bois des Weinbaugebietes Cognac, doch infolge der Absatzkrise bei Wein und Weinprodukten sowie der zunehmenden Bebauung landwirtschaftlicher Flächen wird im Gemeindeverband nur noch wenig Weinbau betrieben.

## Sehenswürdigkeiten
Der Pferdefries unter einem Felsvorsprung (abri) in der Umgebung von Mouthiers-sur-Boëme ist – neben den Felsreliefs am Roc de Sers – das einzige künstlerische Zeugnis für die Anwesenheit von Menschen in prähistorischer Zeit in der südlichen Charente. Im Flusstal der Charente finden sich darüber hinaus einige Megalithgräber (dolmen), die jedoch aufgrund der verwendeten Kalksteinplatten meist nur noch schlecht erhalten sind; das am besten erhaltene Grab ist der Dolmen de la Boucharderie bei Saint-Estèphe. Nahezu jede Gemeinde hat eine – meist gut erhaltene und als Monument historique anerkannte – romanische Kirche; die größte und bedeutendste von allen ist die Église Saint-Cybard in Roullet, die als verkleinertes Abbild der Kathedrale von Angoulême zu werten ist. Aber auch die Kirchen von Plassac, Claix, Voulgézac u. a. beeindrucken durch ihre Lage sowie durch ihre architektonische und ornamentale Vielfalt.